# Votka
Votka je žestoko alkoholno piće, najčešće bezbojno, nastalo destilacijom žitarica.  Prema klasifikaciji spada u jaka alkoholna pića po posebnim postupcima. Ime potiče od slavenske riječi „voda“, kao deminutiv u ruskom jeziku. U Ukrajini se votka naziva «Horilka» (od riječi goriti/horiti ili žariti), i prema istraživanjima europskih stručnjaka iz Rusije, Švedske i Finske, ukrajinska votka odnosno horilka trenutno ima najbolju kvalitetu u svijetu.
Pored zanemarljive količine aditiva okusa, votka se uglavnom sastoji samo od alkohola (etanola) i vode. Količina alkohola kreće se između 35 % i 70 %. Klasična ruska votka ima 40 % alkohola. To se pripisuje ruskim standardima koje je 1894. godine uveo Aleksandar III i to nakon istraživanja Dmitrija Mendeljejeva. Sudeći po nalazima Muzeja votke u Sankt Peterburgu, Mendeljejev je došao do spoznaja da je savršen postotak 38%. Pošto su se u to doba alkoholna pića oporezivala po postotku alkohola u njima, radi lakšeg izračuna određen je standardni iznos od 40%. Kada je postotak alkohola manji od navedenog, ukus votke može biti „vodenast“, a veći postoci daju „žešću“ votku. Po saveznom zakonu Sjedinjenih Američkih Država, minimalni postotak alkohola u votki je 40 %, a po europskim standardima 37,5 %.
Iako se votka uglavnom pije „čista“, bez dodatnih sastojaka, u južnoj Europi i skandinavskim zemljama votka svoju popularnost duguje rastućoj upotrebi u raznim koktelima kao što su Krvava Meri, Martini i dr.

## Povijest
Porijeklo votke još nije do kraja razjašnjeno, ali se pretpostavlja da votka potiče s područja današnje Poljske, Ukrajine, zapadne Rusije i Bjelorusije. Prvi pisani nalaz u Poljskoj datira od 1405. godine u sudskom registru Sandomirca. U Rusiji, prvi službeni pisani spomen votke u njenom današnjem značenju je dekret kraljice Katarine II., 8. lipnja 1751, koji je regulirao vlasništvo destilerija votke. Votka je danas jedno od najpopularnijih pića na svijetu. Rijetko se pila izvan Europe pedesetih godina prošlog stoljeća, kad se njena popularnost proširila u Novi svijet preko poslijeratne Francuske. Do 1975. prodaja votke u Sjedinjenim Američkim Državama nadmašila je prodaju burbon viskija, koji je dotad bio najpopularnije žestoko piće. U drugoj polovici dvadesetog stoljeća, votka je svoju popularnost dugovala svojstvu da ostavlja „bez zadaha“ (što je netočno), što je jedna reklama tvrdila „nemoguće je otkriti miris alkohola u dahu“.

## Proizvodnja
Votka nastaje destilacijom bilo koje biljke bogate škrobom ili šećerom. Danas se većinom pravi od žitarica poput, raži i pšenice. Takva votka smatra se mnogo boljom od votke načinjene od drugih žitarica. U nekim zemljama centralne Europe, poput Poljske, votka se pravi i tako fermentacijom otopine kristalnog šećera i nekih soli, a zatim destilacijom fermentirane smjese nekoliko tjedana kasnije. Danas se votka proizvodi širom svijeta.